# إف إن-6
إف إن-6، (بالإنجليزية: FN-6)‏ مضاد للطائرات محمول على الكتف صنع في الصين.
يعتمد في عمله على تتبع الأشعة تحت الحمراء التي تصدر من محرك الطائرة.
استخدمه الجيش السوري الحر في إسقاط عدد كبير من طائرات النظام السوري في العام الحالي.